# Johan von Vietinghoff
Johan von Vietinghoff, naturaliserad Fitinghoff, född 1580 (eller 1589) på Ösel, död 25 maj 1685 på Broby säteri, Bettna socken var en svensk generalmajor och häradshövding. 

## Biografi
Johan von Vietinghoff var son till Conrad Vietinghoff till Jürs på Ösel som anses vara ättens stamfader på den svenska sidan. Johan von Vietinghoff gick 1613 i svensk krigstjänst och blev fänrik vid Södermanlands regemente 1624. I samma regemente blev han kapten 1630 och major 1633. På sin ätts vägnar neutraliserades han 1634 Fitinghoff. Han hade en lång militär karriär, blev generalmajor 1674 och kommendant över skansarna i Södermanland 1677, ”om han ansåg sig hava nödiga krafter dertill”. Då var han långt över 90 år gammal. Fitinghoff var även häradshövding i Sköllersta, Kumla och Askers härader i Närke.
Fitinghoff var gift tre gånger; med Christina Ryning, Brita Dufva i Västergötland och Gertrud von der Linde av släkten von der Linde som han fick sammanlagd nio barn med. Han avled på sin gård Broby som han ärvde genom sin första hustru Christina Ryning (död 1656). Johan Fitinghoff fann sin sista vila i Bettna kyrka. Kyrkans dopfunt och dopfat skänktes till kyrkan 1647 av honom.